# 格热戈日·特卡奇克
格热戈日·特卡奇克（波蘭語：Grzegorz Tkaczyk，1980年12月22日—），波兰前男子手球运动员。他曾代表波兰国家队参加2008年夏季奥林匹克运动会男子手球比赛，获得第五名。